# Rachilde

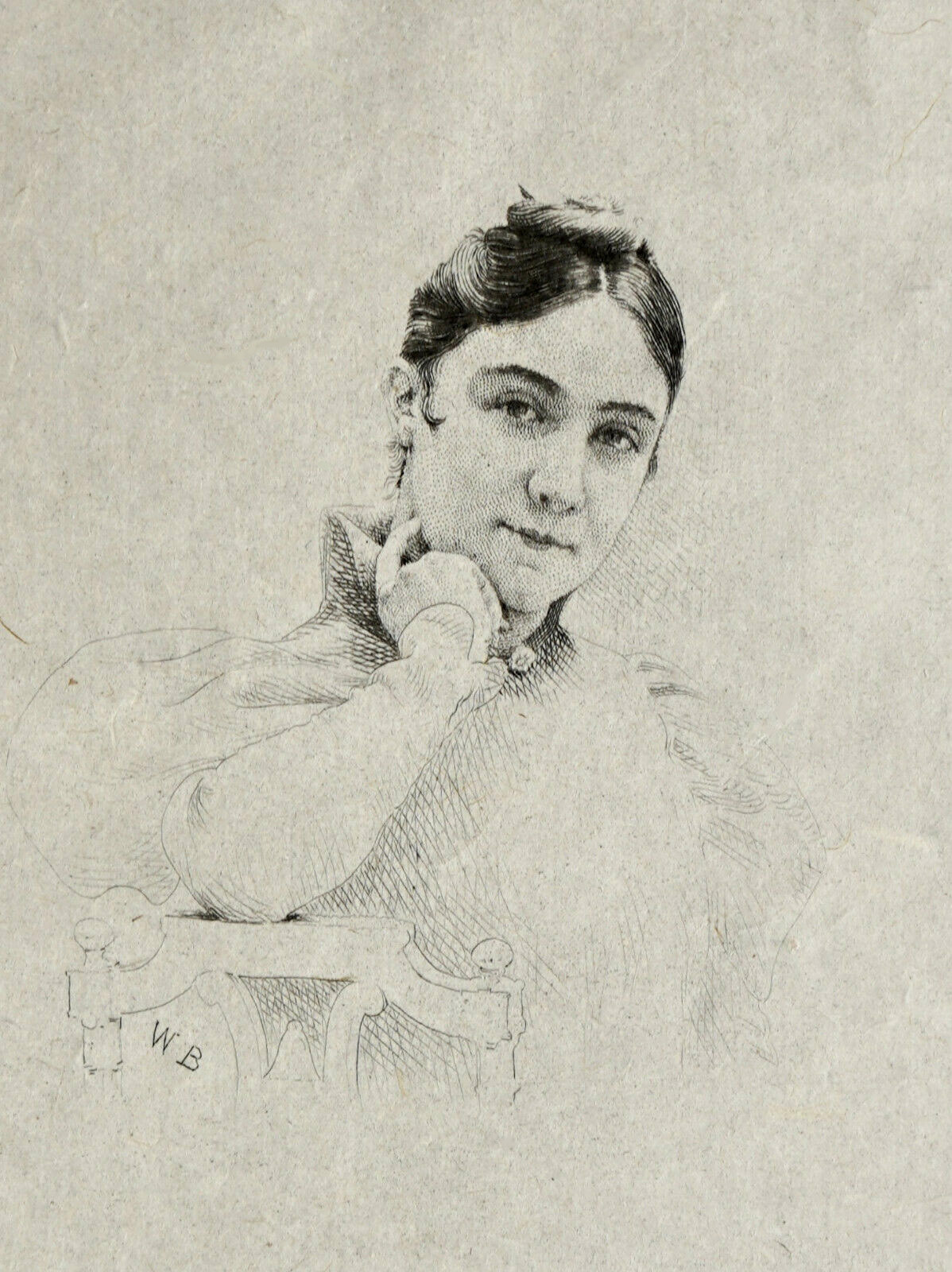
Rachilde

Marguerite Eymery (Périgueux, Dordogne, 11 februari 1860 - Parijs 4 april 1953), ook bekend onder de naam van haar man als Madame Alfred Vallette en onder haar schrijversnaam Rachilde, was een Frans schrijfster. Ze publiceerde onder die laatste naam maar ook onder de pseudoniemen Jean de Childra en Jean de Chibra.

## Levensloop
Rachilde was de dochter van een militair, met wie ze weinig contacten onderhield want hij had liever een zoon gehad. Haar moeder was een excentriek persoon, beoefenaarster van spiritisme. Op huwbare leeftijd weigerde Rachilde als echtgenoot de militair die haar vader haar wilde opdringen. Het was tijdens een spiritistische seance dat ze de naam 'Rachilde' als de hare aannam.
Op haar zestiende stuurde ze al teksten naar L'Écho de la Dordogne. Ze bracht in die tijd twee jaar in een klooster door. Toen ze achttien werd trok ze naar Parijs. Ze liet er zich kennen als behendige paardrijdster en als sportieve bedienster van zowel pistool als degen.
Weldra viel ze op doordat ze zich kleedde en liet coifferen als een jongen. Ze liet naamkaartjes drukken met de tekst: Rachilde, homme de lettres. Ze begon toen aan een vruchtbare loopbaan als romanschrijfster. Ze schreef er meer dan vijfenzestig. In haar romans interesseerde ze zich aan genderproblemen, aan seksuele identiteit en aan inversie. Het was zo in haar roman Monsieur Vénus (1884), waardoor ze onmiddellijk een sulfureuze bekendheid verwierf. De roman vertelde het verhaal van een oudere aristocrate die een jong bloemist tot vrouw herschiep alvorens met hem de liefde te bedrijven. In La Tour d´Amour (1899) vertelde ze over een bewaker van een vuurtoren en zijn relaties met zijn secondant evenals met vrouwelijke verdronkenen die hij opviste om er de liefde mee te bedrijven.
In 1885 kreeg ze vergunning van de prefectuur om zich permanent in man te verkleden. In 1889, na verschillende liefdesaffaires met vrouwen, ging ze een verstandshuwelijk aan met de directeur van het tijdschrift Mercure de France, Alfred Vallette (1858-1935). Ze kregen samen een dochter die trouwde met Paul Fort en die op haar beurt een dochter kreeg.
Rachilde hield regelmatig salon in de lokalen van de Mercure de France. Men trof er onder meer de volgende schrijvers, dichters en andere kunstenaars aan: Jules Renard, Maurice Barrès, Pierre Louÿs, Émile Verhaeren, Paul Verlaine, Jean Moréas, Paul Margueritte, Victor Margueritte, Francis Carco, André Gide, Catulle Mendès, Léo d'Orfer (Marius Pouget), Natalie Clifford Barney, Henry Bataille, Guillaume Apollinaire, Alfred Jarry, Léon Bloy, Remy de Gourmont, Joris-Karl Huysmans, de astronoom Camille Flammarion, Stéphane Mallarmé, Henry Gauthier-Villars genaamd Willy, Jean Lorrain, Laurent Tailhade, Louis Dumur, Louis Thomas, Oscar Wilde, Toulouse-Lautrec, Gauguin, en Maurice Ravel. 
Die regelmatige bijeenkomsten zijn niet zonder invloed geweest op de Franse letterkunde. Rachilde was nochtans allang vergeten toen ze op tweeënnegentigjarige leeftijd overleed en ze werd toen een hele tijd beschouwd als een excentrieke schrijfster zonder veel belang. Met de jaren nochtans, is men gaan beseffen dat ze een van de belangrijke Franse auteurs uit het einde van de negentiende eeuw is geweest. Verschillende van haar romans werden in de eenentwintigste eeuw weer gepubliceerd.

## Publicaties

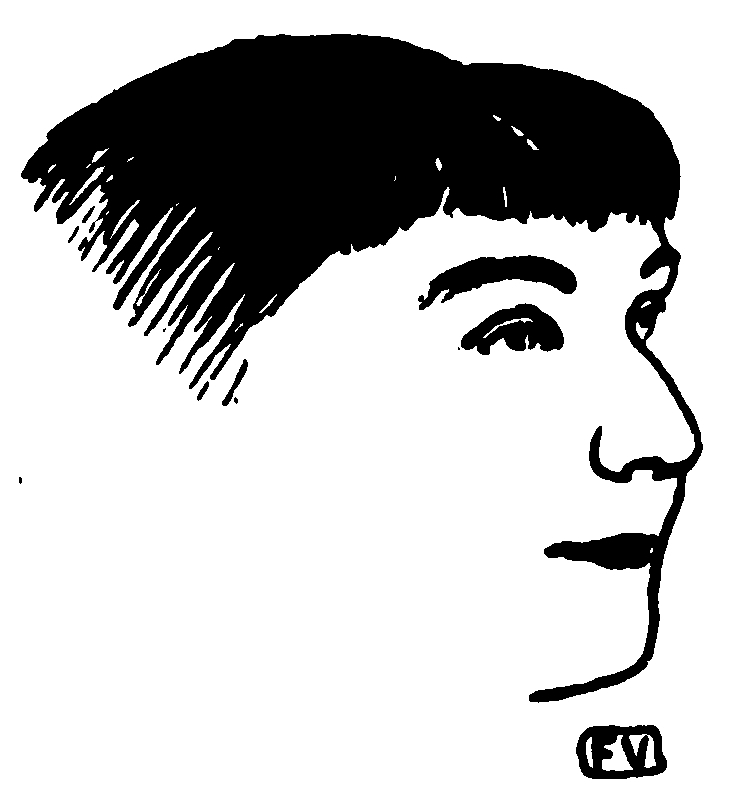
Portret van Rachilde door Félix Vallotton, verschenen in Le Livre des masques, boek door Remy de Gourmont

### Vanaf 1877
- La Création de l’oiseau Mouche, novelle, L’Écho de la Dordogne, 23 juni 1877.
- Les Grandes Manœuvres de Thiviers, Parijs, 1879.
- Monsieur de la Nouveauté, Parijs, 1880.
- La Femme du centnonanteneuvième régiment, Périgueux, 1881.
- Histoires bêtes pour amuser les petits enfants d'esprit, Parijs, 1884.
- Monsieur Vénus, roman matérialiste, Brussel, Auguste Brancart, 1884.
- Nono, roman de mœurs contemporaines, Parijs, 1885.
- Queue de poisson, Brussel, 1885.
- À Mort, Parijs, 1886.
- La Virginité de Diane, Parijs, 1886.
- La Marquise de Sade, Parijs, E. Monnier, 1887.
- Le Tiroir de Mimi-Corail, Parijs, 1887.
- Madame Adonis, Parijs, E. Monnier, 1888.
- Monsieur Vénus (met voorwoord door Maurice Barrès), Parijs, Félix Brossier, 1889.
- Le Mordu, mœurs littéraires, Parijs, Félix Brossier, 1889.
- L'Homme roux, Parijs, Librairie Illustrée, 1889.
- Minette, Parijs, Librairie française et Internationale, 1889.
- La Sanglante Ironie, Parijs, Léon Genonceaux, 1891.
- Théâtre, Parijs, 1891.
- Le Château hermétique, Parijs, le Mercure de France, 1892.
- L'Animale, Parijs, Mercure de France, 1893.
- Le Démon de l'absurde, Parijs, 1894.
- La Princesse des Ténèbres, Parijs, 1896.
- Les Hors Nature. Mœurs contemporaines, Parijs, 1897.
- L'Heure sexuelle, Parijs, 1898.
- La Tour d'amour, Parijs, 1899.
- Contes et nouvelles suivis du Théâtre, Parijs, 1900.
- La Jongleuse, Parijs, Mercure de France, 1900.
- L'Imitation de la mort, Parijs, 1903.
- Le Dessous, Parijs, Mercure de France, 1904.
- Le Meneur de louves, Parijs, 1905.
- Son Printemps, Parijs, 1912.
- La Terre qui rit, Parijs, Éditions de la Maison du livre, 1917.
- Dans le puits ou la vie inférieure, Parijs, Mercure de France, 1918.
- La Découverte de l'Amérique, Genève, 1919.
- La Maison vierge, Parijs, 1920.
- La Souris japonaise, Parijs, 1921.
- Les Rageac, Parijs, 1921.
- Le Grand Saigneur, Paris, 1922.
- L'Hôtel du Grand Veneur, Parijs, 1922.
- Le Château des deux amants, Parijs, Flammarion, 1923.
- Le Parc du mystère, Parijs, Flammarion, 1923.
- Au Seuil de l'enfer, Parijs, Flammarion, 1924.
- La Haine amoureuse, Parijs, Flammarion,1924
- Le Théâtre des bêtes, Paris, Les Arts et le Livre, 1926.
- Refaire l'amour, Parijs, Ferenczi, 1927.
- Alfred Jarry ou le surmâle de lettres, Parijs, Grasset, 1927.
- Le Prisonnier, Parijs, éd. de France, 1928.
- Madame de Lydone, assassin, Parijs, Ferenczi, 1928.
- Pourquoi je ne suis pas féministe, Parijs, éd. de France, 1928.
- La Femme aux mains d'ivoire, Parijs, éd. des Portiques, 1929.
- Le Val sans retour, Parijs, Fayard, 1929.
- Portraits d'hommes, Parijs, Mornay, 1929.
- L'Homme aux bras de feu, Parijs, Ferenczi, 1930.
- Les Voluptés imprévues, Parijs, Ferenczi, 1931.
- Notre-Dame des rats, Parijs, Querelle, 1931
- Jeux d'artifice, Parijs, Ferenczi, 1932.
- L'Amazone rouge, Parijs, Lemerre, 1932.
- La Femme Dieu, Parijs, Ferenczi, 1934.
- Mon étrange plaisir, Parijs, Baudinière,1934.
- L'Aérophage, Parijs, Les écrivains associés, 1935.
- L'Autre Crime, Parijs, Mercure de France, 1937.
- Les Accords perdus, Parijs, Corymbes, 1937.
- La Fille inconnue, Parijs, Imprimerie la technique du livre, 1938.
- Pour la lumière, Parijs, Fayard, 1938.
- L'Anneau de Saturne, Parijs, Ferenczi & fils, 1939.
- Face à la peur, Parijs, Mercure de France, 1939.
- Duvet-d'Ange. Confession d'une jeune homme de lettres, Parijs, Messein, 1943.
- Le roman d'un homme sérieux. Alfred Vallette à Rachilde 1885-1889, Parijs, Mercure de France, 1944.
- Survie, Parijs, Messein, 1945
- Quand j'étais jeune, Parijs, Mercure de France, 1947.

### Postuum
- À l'Auberge de l'aigle, Reims, À l'Écart, 1977.
- L'Homme qui raille dans les cimetières, Parijs, Éditions du Fourneau, 1982.
- 14 contes de jeunesse, Parijs, Éditions du Fourneau, 1983.
- Portrait de Hugues Rebell, Reims, À l'Écart, 1987.
- Auriant, Reims, À l'Écart, 1987.
- Lettre à Charles Régismanset, collection Lettres de Femmes, Reims, À l'Écart, 1991.
- Trois lettres à Alfred Jarry, Parijs, Les Silènes, 1991.

### Heruitgaven
- La Marquise de Sade, Parijs, Léon Genonceaux, 1890.
- Monsieur Vénus, Parijs, Léon Genonceaux, 1890/1891, 1899, 1902.
- Monsieur Vénus, Paris, Flammarion, 1926, 1977, 1992, 1998.
- La Femme aux mains d'ivoire, Parijs, J. Ferenczi et fils, 1937.
- Le Château hermétique, Ver Soli Ter, 1963.
- La Terre qui rit, Parijs, Éditions du Fourneau, 1980.
- L'Animale, Parijs, Mercure de France, 1993.
- Les Hors Nature, Parijs, Séguier, 1993.
- Mon étrange plaisir, Parijs, J. Losfeld, 1993.
- La Tour d'amour, Parijs, Mercure de France, 1994.
- La Marquise de Sade, Parijs, Gallimard, 1996.
- Alfred Jarry ou le surmâle de lettres, Arléa, 2007.

## Secundaire literatuur
- Claude Dauphiné, Rachilde, femme de lettres 1900, Éditions Pierre Fanlac, 1985.
- Claude Dauphiné Rachilde, Mercure de France, 1991.
- Pierre Kyria, 'Rachilde l'ambiguë', in: Le Monde, 10 mei 1991.
- Pierre Philippe, 'Rachilde saisie par la débauche', in: Le Monde, 21 augustus 1998.
- Christine Bard, Le « DB58 » aux Archives de la Préfecture de Police, Clio, Histoire‚ femmes et sociétés, 1999.
- Melanie C. Hawthorne, Rachilde and French women's authorship, from decadence to modernism, Lincoln, University of Nebraska Press.
- Benoît Pivert, 'Madame Rachilde, homme de lettres et reine des décadents', in: Revue d’art et de littérature, 2006.
- Nelly Sanchez, Rachilde ou la genèse (possible) de Monsieur Vénus, Nineteenth-Century French Studies, 2010.
- Nelly Sanchez, Le Périgourdin : bête noire de Peyrebrune et de Rachilde, Mémoire de la Dordogne, 2002.
- Nelly Sanchez, Colette et Rachilde, Cahiers Colette, 2001.
- Nelly Sanchez, Rachilde, folle vieillesse ou vieille folle, Cahiers Paul Léautaud, nrs. 27 & 29.
- Nelly Sanchez, Rachilde ou la décadence du Naturalisme, Les Cahiers Naturalistes, 1999.
- Nelly Sanchez, Les Hors Nature : Rachilde, émule de Remy de Gourmont, Actualité de Remy de Gourmont, 2010.
- Nelly Sanchez, La Baronne de Caumont, une sphinge "fin de siècle", Editura Universitatii din Suceava, Roemenië, 2008.
- Nelly Sanchez, Images de l’Homme dans les romans de Rachilde et de Colette (1884-1943), Éditions Universitaires Européennes, Saarbrücken, 2010.
- Nelly Sanchez, "Bouton de rose et sang de bœuf" : le goût dans les romans de Rachilde, symptôme de l'hystérie, Les Cinq sens de l'Antiquité à nos jours, Eidôlon PUB, 2014.
- Nelly Sanchez, Rachilde, critique littéraire au Mercure de France, Femmes & Critiques, Presses universitaires de Namur, 2008.
- Nelly Sanchez, Dans le puits ou la vie inférieure : l’antichambre de l’éternité, étude sur la représentation de la vieillesse dans l’autobiographie de Rachilde, CRLMC, 2006.
- Nelly Sanchez, Rachilde, détractrice et continuatrice du Naturalisme, Excavatio, 2000.
- Martine Reid, Le roman de Rachilde, Revue de la Bibliothèque nationale de France, 2010.
- Romain Courapied, Mensonges de l’intention d’auteur en période décadente. Les difficultés exégétiques dans 'Monsieur Vénus' (1884) de Rachilde, Postures, Université de Montréal, 2012.
- Anne-Berenike Rothstein (Uitg.): Rachilde (1860–1953): Weibliches Dandytum als Lebens- und Darstellungsform, Keulen, Weimar en Wenen, 2015, ISBN 978-3-412-50158-7.